# Карнаиба
Карнаиба (порт. Carnaíba)  —  муниципалитет в Бразилии, входит в штат Пернамбуку. Составная часть мезорегиона Сертан штата Пернамбуку. Входит в экономико-статистический  микрорегион Пажеу.
Рядом с городом ведётся активная добыча изумрудов.

## История
Город основан в 1953 году.